# UNIZO
De Unie van Zelfstandige Ondernemers (UNIZO) is een Belgische vereniging van ondernemers, kleine en middelgrote ondernemingen en vrije beroepen. Met ruim 80.000 leden de grootste vereniging in haar soort en situeert zich vooral in het Vlaams Gewest. De vereniging is vertegenwoordigd in de Nationale Arbeidsraad en in de Sociaal-Economische Raad van Vlaanderen. Gilles Vandorpe is sinds 17 februari 2025 de waarnemend gedelegeerd bestuurder na Danny Van Assche zijn mandaat per direct neer legde.

## Historiek
In mei 1948 ontstond het Nationaal Christelijk Middenstandsverbond (NCMV) als Vlaamse afsplitsing van de unitaire Nationale Confederatie van de Middenstand. In 1992 werd de organisatie herdoopt tot NCMV, organisatie voor zelfstandige ondernemers. Op 28 mei 2000 liet toenmalig gedelegeerd bestuurder Kris Peeters de christelijke referentie vallen en ging met de Unie van Zelfstandige Ondernemers (UNIZO) openlijk voorbij aan de verzuiling.

## Structuur

### Bestuur
| Periode                                          | Voorzitter                                       |
| Nationaal Christelijk Middenstandsverbond (NCMV) | Nationaal Christelijk Middenstandsverbond (NCMV) |
| ------------------------------------------------ | ------------------------------------------------ |
| 1948 - 1949                                      | Jozef Bessems                                    |
| 1949 - 1962                                      | Maurice Santens                                  |
| 1962 - 1971                                      | Fernand Monchy                                   |
| 1971 - 1974                                      | Albert De Clerck                                 |
| 1974 - 1983                                      | Paul Akkermans                                   |
| 1983 - 1991                                      | Alfons Watteeuw                                  |
| 1991 - 1996                                      | Petrus Thys                                      |
| 1996 - 1999                                      | Paul Plasschaert                                 |
| 1999 - 2000                                      | Rik Jaeken                                       |
| Unie van Zelfstandige Ondernemers (UNIZO)        |                                                  |
| 2000 - 2007                                      | Rik Jaeken                                       |
| 2007 - 2014                                      | Flor Joosen                                      |
| 2014 - 2020                                      | Karl Verlinden                                   |
| 2020 - heden                                     | Peter Brysse                                     |

| Periode                                          | Gedelegeerd bestuurder                           |
| Nationaal Christelijk Middenstandsverbond (NCMV) | Nationaal Christelijk Middenstandsverbond (NCMV) |
| ------------------------------------------------ | ------------------------------------------------ |
| 1948 - 1986                                      | Fons Margot                                      |
| 1986 - 1991                                      | Petrus Thys                                      |
| 1991 - 1999                                      | Jan Steverlynck                                  |
| 1999 - 2000                                      | Kris Peeters                                     |
| Unie van Zelfstandige Ondernemers (UNIZO)        |                                                  |
| 2000 - 2004                                      | Kris Peeters                                     |
| 2004                                             | Johan Bortier (waarnemend)                       |
| 2004 - 2017                                      | Karel Van Eetvelt                                |
| 2017                                             | Johan Bortier (waarnemend)                       |
| 2018 - 2025                                      | Danny Van Assche                                 |
| 2025 - heden                                     | Gilles Vandorpe (waarnemend)                     |

### Tijdschrift
UNIZO geeft het tijdschrift UNIZO magazine uit. Dit tijdschrift is bedoeld voor kleine en middelgrote ondernemingen. Het blad is te koop in België. Het heeft een oplage van 86.844 exemplaren. Daarmee is het het grootste maandblad in België voor deze doelgroep. Z.O. magazine is aangesloten bij Medianetwerk Plus, tot 2014 gekend als de Vereniging der Uitgevers van de Katholieke Periodieke Pers.
KBO · UNIZO · VBO · Voka (VEV) · ETION · VKW Limburg · WKW
Sociaal overleg · Collectieve arbeidsovereenkomst (CAO) · Vlaams Intersectoraal Akkoord (VIA)
Sociaal-Economische Raad van Vlaanderen (SERV) · Vlaams Economisch Sociaal Overlegcomité (VESOC)
Sociaal overleg · Collectieve arbeidsovereenkomst (CAO) · Streekpact
Sociaal-Economische Raad van de Regio (SERR) · Regionaal Economisch Sociaal Overlegcomité (RESOC) · Erkend Regionaal Samenwerkingsverband (ERSV) · Provinciale Ontwikkelingsmaatschappij (POM)